# Coolsingel
La Coolsingel est une rue du centre de Rotterdam.

## Situation et accès
Elle est située dans le quartier Cool, qui appartient lui-même à l'arrondissement Rotterdam-Centre. La rue va de la Hofplein à la Churchillplein. En 2016, des réaménagements, dans la perspective de décongestionner la circulation sur cette rue, ont été engagés, leur fin est prévue pour 2020, et leur coût est estimé à 47 millions d'euros.
La rue est desservie par les lignes de métro E, A, B, et C, à la station Stadhuis.

## Origine du nom
Le nom de cette rue rappelle la présence de l'ancien singel, canal, entièrement comblé entre 1913 et 1922. Un singel, du latin cingulum, est un canal qui entoure un quartier.

## Bâtiments remarquables et lieux de mémoire

### Événements sportifs
L'avenue Coolsingel est le point de départ ou d'arrivée de nombreux événements sportifs, en particulier du Marathon de Rotterdam et la course de fond à but caritatif Roparun.
Elle fait face à l'hôtel de ville de Rotterdam et à la place de l'hôtel de ville, où des rassemblements de supporteurs du club de football Feyenoord sont fréquents lorsque l'équipe gagne un match important. Le 15 mai 2017, on estime que le rassemblement des supporters a dépassé les 200 000 personnes. La police a alors décidé de lancer une alerte nationale pour demander aux Néerlandais de ne plus entrer dans Rotterdam, provoquant un débat sur l'utilisation d'un système d'alerte normalement prévu en cas de catastrophe naturelle,.

Événements sportifs sur Coolsingel
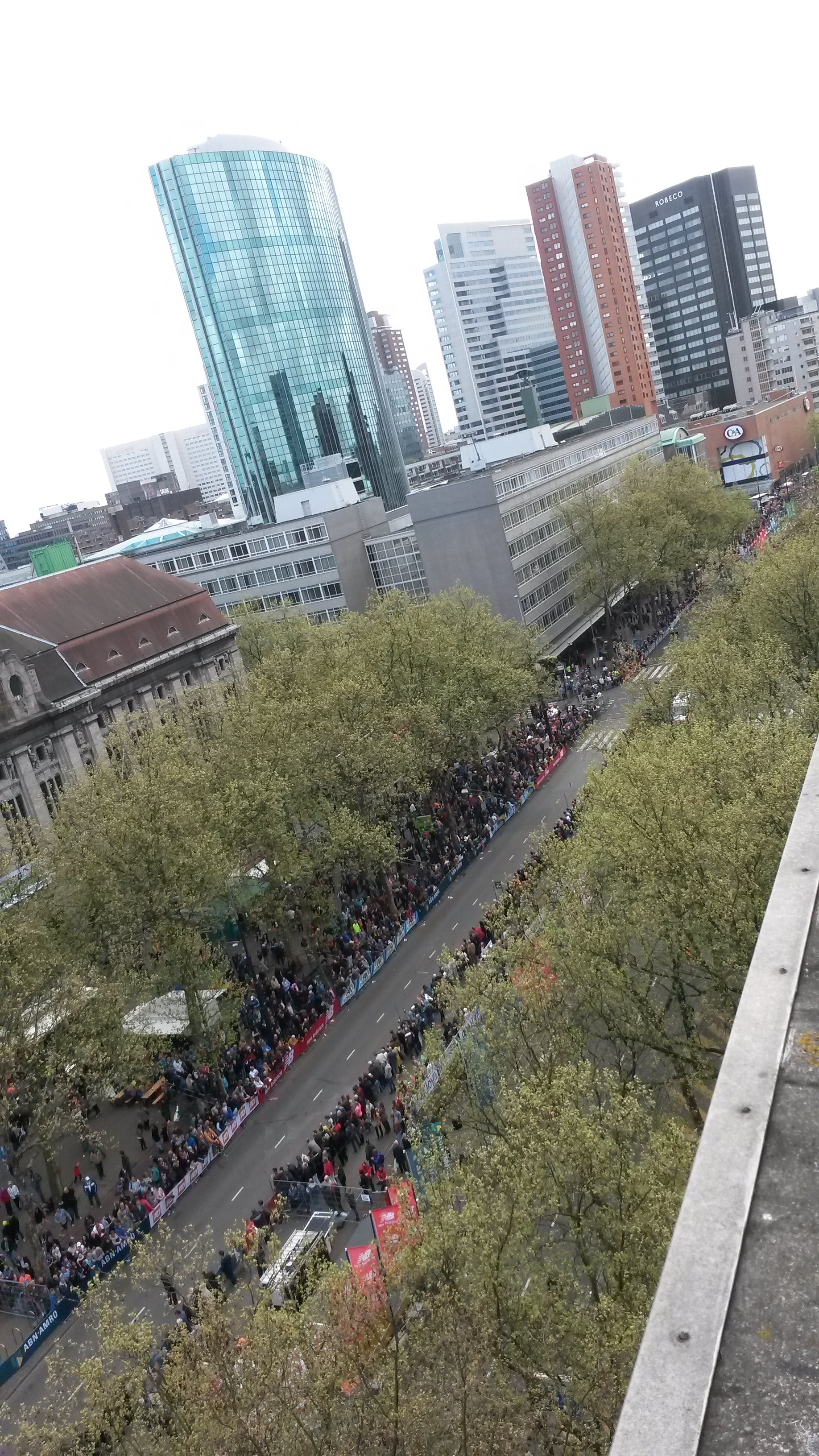
Marathon de Rotterdam sur Coolsingel, avec le Beurs-WTC en arrière plan (2014).
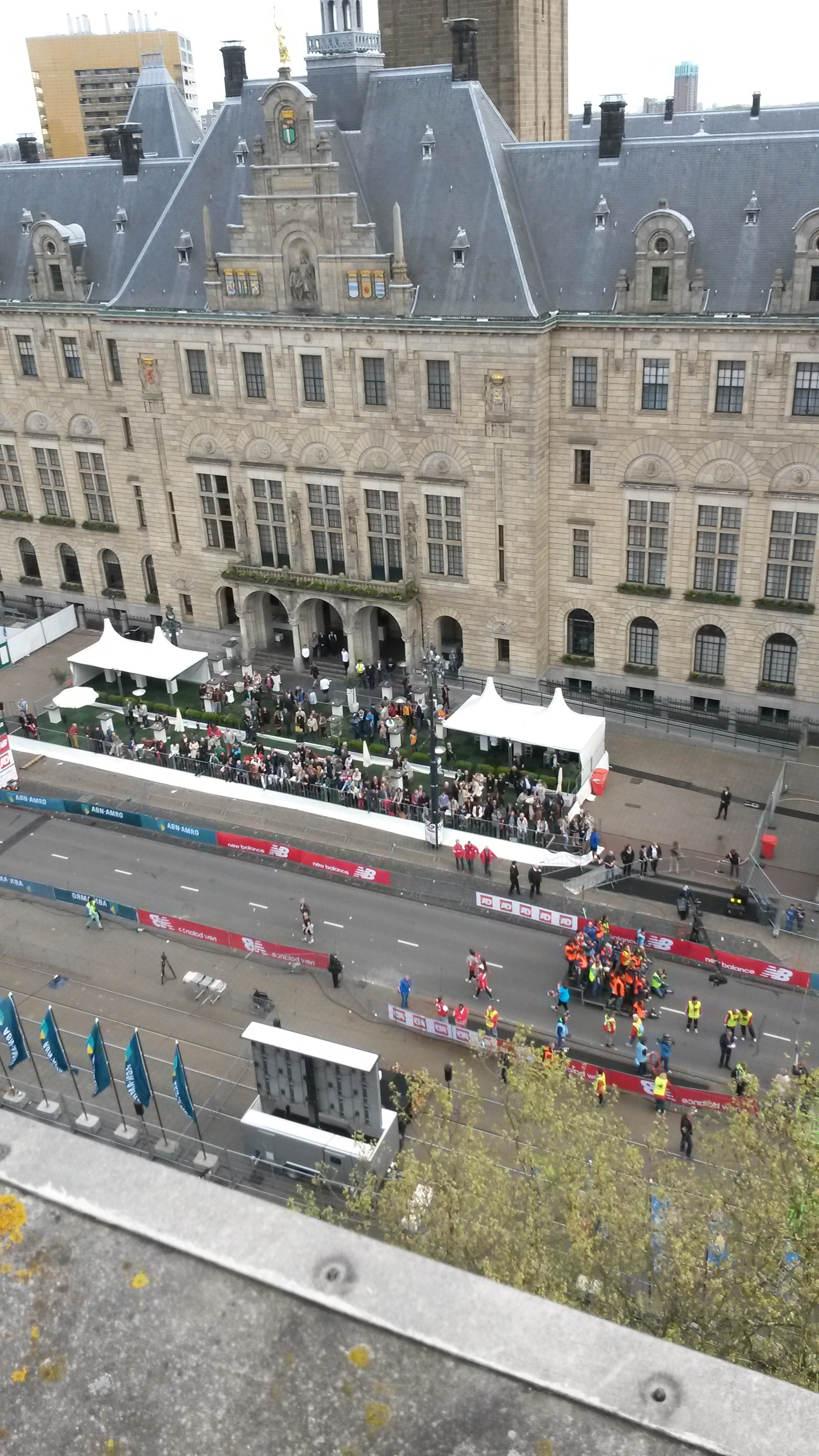
Arrivée du Marathon de Rotterdam devant l'hôtel de ville (2014).
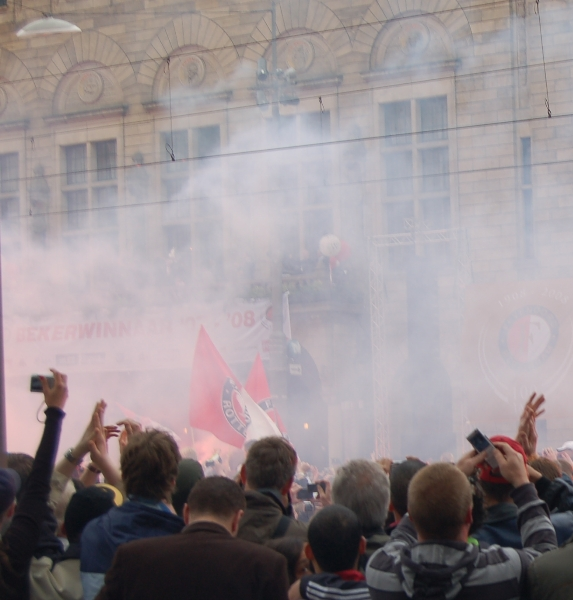
Rassemblement des supporters de Feyenoord devant l'hôtel de ville (saison sportive 2007-2008).

### Lieux d'intérêt
- Beurs-World Trade Center (en)
- Hôtel de ville
- L'ancien bureau de poste principal
- Le passage couvert, construit en 1879 et détruit par le bombardement du 14 mai 1940[5].

Coolsingel à travers les âges
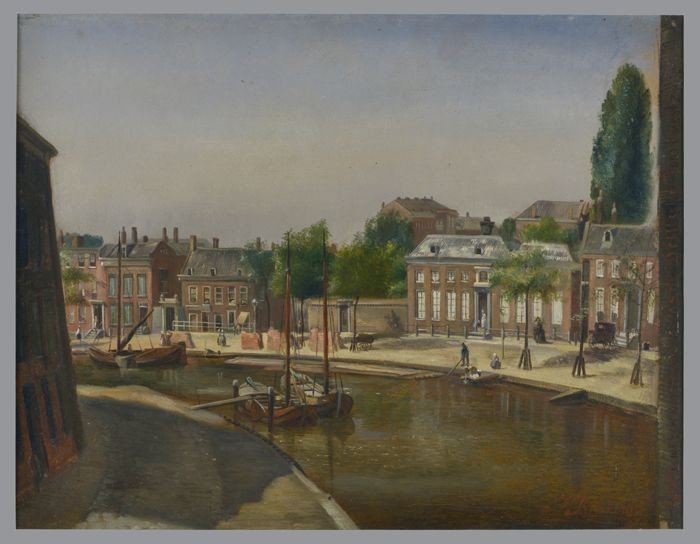
Vue sur le Coolsingel, depuis le Delftse Poort
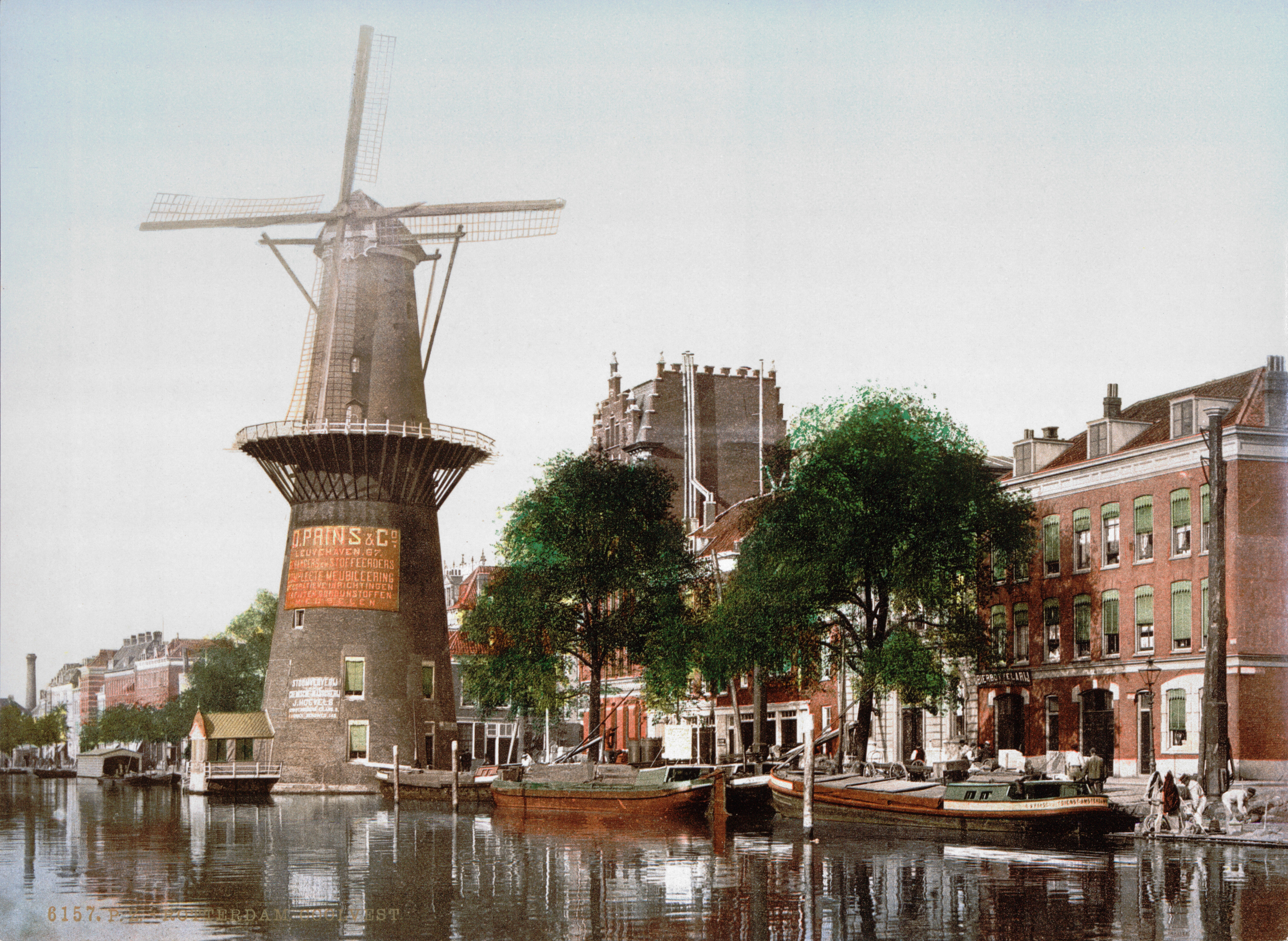
Vers 1900
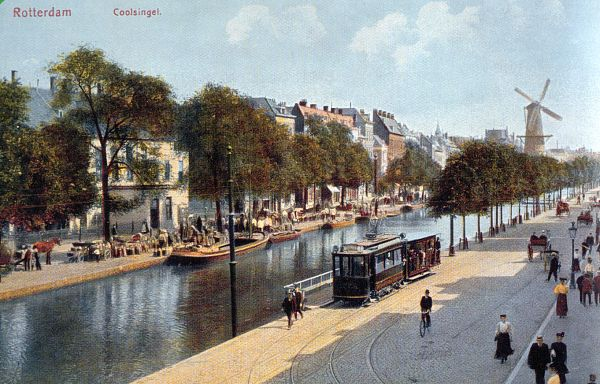
Le Singel, maintenant comblé, vers 1900
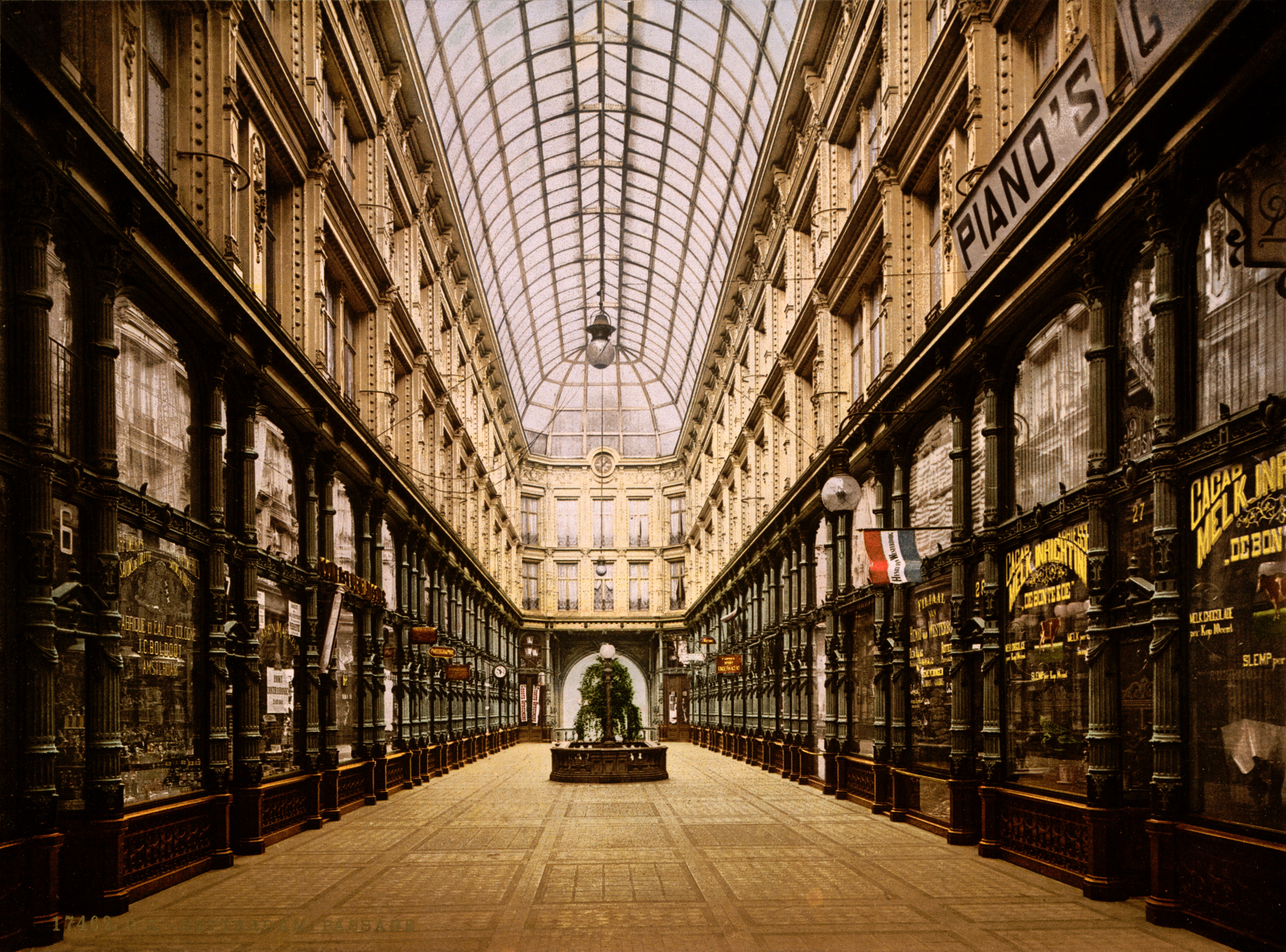
Passage couvert vers 1890-1900
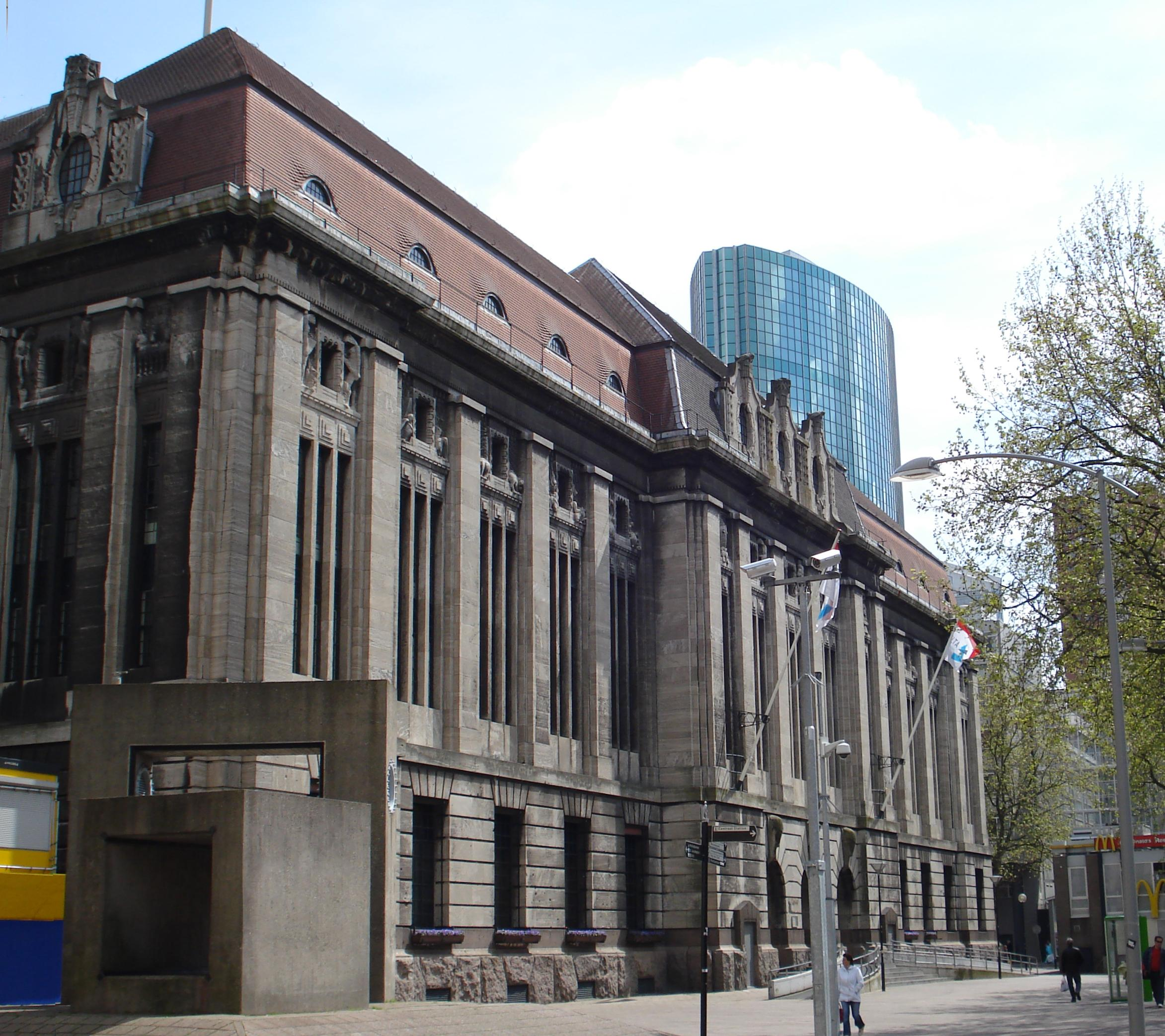
L'ancienne poste, classée monument national
- Dorus  en octobre 1967 lors de la cérémonie de réouverture de la rue Coolsingel, peu avant la mise en fonction du métro de Rotterdam